# Тумилевич, Фёдор Викторович
Фёдор Ви́кторович Тумиле́вич  (при рождении — Фёдор Николаевич Шишканов; 2 мая 1910, Канаевка, Пензенская губерния — 1979, Ростов-на-Дону) — советский фольклорист; член Союза писателей СССР с 1963 года.

## Биография
Родился в селе Канаевка; рано начал трудовую жизнь. В 1925 году переехал в Пензу, работал на заводе, затем — стереотипщиком в газете «Трудовая жизнь». Окончив вечерний рабфак, в 1929 году поступил на литературный факультет Куйбышевского педагогического института, который окончил в 1932 году. В 1931 году вступил в ВКП(б).
В 1933—1934 годы — преподаватель литературы в ростовском техникуме связи, в 1934—1942 — ассистент, декан литературного факультета Ростовского педагогического института. Был арестован 23.4.1938, содержался под стражей по 16.7.1939; освобождён в связи с прекращением дела.
В 1942—1966 годы — старший преподаватель, доцент Ростовского университета. В 1942—1944 год находился в эвакуации в городе Ош (Киргизская ССР), работал лектором Ошского горкома КПСС.
30 ноября 1948 был арестован. 10 мая 1949 года Особым совещанием при МГБ СССР по ст. 5810 ч. 2, п. 11 УК РСФСР был приговорён к 10 годам ИТЛ; пробыл в лагерях до 1954 года. Постановлением центральной комиссии по пересмотру дел на лиц, осуждённых за контрреволюционные преступления от 18.10.1954, постановление особого совещания при МГБ СССР отменено, дело прекращено.
С 5 января 1966 по 17 июня 1977 года — доцент Ростовского педагогического института. В 1977 году вышел на пенсию.
Умер в Ростове-на-Дону от туберкулёза.

### Семья
Отец — Николай Иванович Шишканов, крестьянин-бедняк; в 1911 году уехал на заработки на Урал, где погиб при обвале рудной шахты.
Мать — Прасковья Михайловна Прохорова (? — 1960), крестьянка, участница Гражданской войны.
Отчим (с 1917) — Виктор Антонович Тумилевич (? — 1956); белорус, уроженец Гродненской губернии; член РКП(б), участник Гражданской войны. Усыновил Фёдора, и он с 1922 года носил его фамилию и отчество.
Жена — Тамара Ивановна Тумилевич (урожд. Харитонова).

## Научная деятельность
В 1946 году защитил кандидатскую диссертацию.
Основные направления исследований:
- устное поэтическое творчество донского казачества и казаков-некрасовцев[2][3].

К 1961 году вместе с женой собрал 2190 песенных текстов (в том числе 150 — в нотной записи, 348 — на магнитофоне), издал 421 текст песен и 22 песни с напевом. Многие народные песни хуторов и станиц Ростовской и Волгоградской областей были собраны в фольклорных экспедициях, проводившихся Ф. В. Тумилевичем со студентами Ростовского педагогического института, со специалистами Ростовского университета и Ростовского областного Дома народного творчества.
Фёдору Викторовичу Тумилевичу принадлежит ряд книг и статей, посвященных устному творчеству казаков-некрасовцев: «Сказки казаков-некрасовцев» (1945), «Песни и сказки» (фольклор казаков-некрасовцев о Великой Отечественной войне) (1947), «Песни казаков-некрасовцев» (1947), «Фольклор казаков-некрасовцев» (1958), «Русские народные сказки казаков-некрасовцев» (1958), «Сказки и предания казаков-некрасовцев» (1961).

### Избранные труды
- Песни казаков-некрасовцев [Ноты] : 1965—1973 годов / в записях Ф. В. Тумилевича и Е. Т. Аракельяна; сост. Т. С. Рудиченко и Е. Т. Аракельяна; вступ. ст., ред., примеч. и коммент. Т. С. Рудиченко; нотации Е. Т. Аракельяна. — Ростов-н/Д : Ростовская гос. консерватория им. С. В. Рахманинова, 2014. — 84 с.
- Тумилевич Ф. В. К вопросу о поэтике песен казаков-некрасовцев // Казаки-некрасовцы: язык, история, культура: сб. науч. ст. — Ростов-н/Д: Изд-во ЮНЦ РАН, 2012. — С. 141—187.
- Тумилевич Ф. В. Казаки-некрасовцы: К истории антифеодального движения на Дону и Кубани // Казаки-некрасовцы: язык, история, культура: сб. науч. ст. — Ростов-н/Д: Изд-во ЮНЦ РАН, 2012. — С. 12—35.
- Тумилевич Ф. В. Меч правды : Фольклор казаков-некрасовцев о Великой Отечеств. войне / Запись, предисл. и сведения о сказителях Ф. В. Тумилевича; [Илл.: А. Е. Губин]. — Ростов-н/Д : Ростиздат, 1945. — 55 с.
- Тумилевич Ф. В. Неопубликованные песни об Игнате Некрасове // Казаки-некрасовцы: язык, история, культура: сб. науч. ст. — Ростов-н/Д: Изд-во ЮНЦ РАН, 2012. — С. 106—140.
- Тумилевич Ф. В. Песни и сказки : Фольклор казаков-некрасовцев о Великой Отечественной войне / Запись, вступ. статья [«Устная поэзия некрасовцев об Отечеств. войне», с. 3-15] и сведения о сказителях Ф. В. Тумилевича; [Ил.: А. Е. Губин]. — Ростов-н/Д: Ростиздат, 1947. — 55 с.
- Тумилевич Ф. В. Песни казаков-некрасовцев / Запись песен, вступ. статья и сведения о сказителях Ф. В. Тумилевича; Под общ. ред. проф. П. Г. Богатырева. — Ростов-н/Д : Ростиздат, 1947. — 175 с.
- Тумилевич Ф. В. Предания о городе Игната и их источники // Казаки-некрасовцы: язык, история, культура: сб. науч. ст. — Ростов-н/Д: Изд-во ЮНЦ РАН, 2012. — С. 73—105.
- Тумилевич Ф. В. Русские народные сказки казаков-некрасовцев / Собраны Ф. В. Тумилевичем; [Вступ. статья, биография и коммент. Ф. В. Тумилевича]. — Ростов-н/Д : Кн. изд-во, 1958. — 269 с.
- Тумилевич Ф. В. Свадебный обряд у казаков-некрасовцев // Казаки-некрасовцы: язык, история, культура: сб. науч. ст. — Ростов-н/Д: Изд-во ЮНЦ РАН, 2012. — С. 36—72.
- Тумилевич Ф. В. Сказки и предания казаков-некрасовцев. — Ростов-н/Д : Кн. изд-во, 1961. — 272 с.
- Тумилевич Ф. В. Сказки казаков-некрасовцев / Запись, вступ. статья и комментарии Ф. В. Тумилевич; [Ил. С. И. Гинц]. — Ростов-н/Д : Ростиздат, 1945. — 120 с.
- Тумилевич Ф. В. Фольклор казаков-некрасовцев / Запись текстов, вступ. статья [«Некрасовцы и их устная поэзия», с. 5-16], сведения о сказителях Ф. В. Тумилевича. — Краснодар : Краев. кн-во, 1948. — 106 с.
- Тумилевич Ф. В. Хранители песен казаков-некрасовцев // Казаки-некрасовцы: язык, история, культура: сб. науч. ст. — Ростов-н/Д: Изд-во ЮНЦ РАН, 2012. — С. 188—214.
- Фольклор некрасовцев. (Записал Ф. В. Тумилевич. Лингвист. ред. текстов М. А. Полторацкой). — Ростов н/Д: Росиздат, 1941.
- Фольклор Дона. — Ростов н/Д: Росиздат, 1941.

редактор
- Народная устная поэзия Дона : (Матер. науч. конф. по нар. творчеству донского казачества. 18-23 дек. 1961 г.) / [Ред. коллегия: … Ф. В. Тумилевич (отв. ред.)]; Рост. обл. упр. культуры. — Ростов-н/Д : Изд-во Рост. ун-та, 1963. — 433 с.
- Преподавание художественной литературы в вузе : Сб. статей / [Ред. коллегия: …Ф. В. Тумилевич (отв. ред.) и др.]; М-во просвещения РСФСР. Рост. н/Д гос. пед. ин-т. — Ростов-н/Д: Б. и., 1973. — 150 с.

## Награды и признание
- Лауреат первой премии Всесоюзного конкурса фольклористов[3][9].
- Принят некрасовцами в почётные казаки (1947); в их среде был известен как «Президент казачьей песни»[2].
- Ф. В. Тумилевичу некрасовцы подарили свое знамя (ныне хранится в Ростовском краеведческом музее)[2].

## Память

Памятная доска в Ростове-на-Дону

- В Ростове-на-Дону на доме, в котором в 1932—1964 годы жил Ф. В. Тумилевич (ул. Пушкинская, 89 / ул. Семашко, 57)[10], установлена памятная доска. Текст на ней гласит:В этом доме (1932—1964) жил известный донской фольклорист, ученый, писатель Тумилевич Федор Викторович
- Коллекция Ф. В. Тумилевича хранится в фондах IV разряда (Древнерусские рукописи) Пушкинского дома[11].
- В 2010 году Южным научным центром была проведена научно-практическая конференция «Казаки-некрасовцы: язык, история, культура», посвящённая 100-летию со дня рождения Ф. В. Тумилевича[12].

## Комментарии
1. ↑  По другим данным[2], умер в 1980 году.
2. ↑  Указание об участии Ф. В. Тумилевича в Великой Отечественной войне[2] не подтверждается его автобиографией[3].
3. ↑  Сведения о том, что Фёдор взял себе псевдоним Тумилевич в 1938 году[2], не подтверждаются его автобиографией[3].